# Liberec (region)
Liberec (tjeckiska: Liberecký kraj, tyska: Reichenberger Region, polska: Kraj liberecki) är en administrativ region (kraj) i norra Tjeckien. Regionens huvudort är Liberec. Regionen hade 435 220 invånare vid folkräkningen år 2021, på en yta av 3 163,42 km².
Regionen är indelad i 215 kommuner.
Av regionens invånare är 94,83 % tjecker, 1,96 % slovaker, 1,32 % ukrainare, 0,57 % tyskar, 0,48 % romer och 0,45 % polacker (2021).

## Distrikt
- Česká Lípa
- Jablonec nad Nisou
- Liberec
- Semily